# 鋼構造物工事業
鋼構造物工事業（こうこうぞうぶつこうじぎょう）とは、
形鋼、鋼板等の鋼材の加工又は組立により鋼構造物/工作物を築造する工事を業とする建設業。
工事の例示としては、 鉄骨工事、鉄塔工事、鋼製水槽工事、バックネット加工組立工事、鋼板避難階段設置工事、鋼ロックシェード工事、石油・ガス等の貯蔵用タンク設置工事、屋外広告設置工事、閘門・水門等の門扉設置工事、
鋼構造の橋梁工事・鋼橋の架設工事（鋼橋の運搬と架設，塗装及び修繕に関する工事。簡易組立橋の塗装工事）
などである。
『とび・土工・コンクリート工事』における「鉄骨組立工事」と『鋼構造物工事』における「鉄骨工事」との区分の考え方は、鉄骨の製作、加工から組立てまでを一貫して請け負うのが『鋼構造物工事』における「鉄骨工事」であり、既に加工された鉄骨を現場で組立てることのみを請け負うのが『とび・土工・コンクリート工事』における「鉄骨組立工事」である。
ビルの外壁に固定された避難階段を設置する工事は『消防施設工事』ではなく、建築物の躯体の一部の工事として『建築一式工事』又は『鋼構造物工事』に該当する。
『とび・土工・コンクリート工事』における「屋外広告物設置工事」と『鋼構造物工事』における「屋外広告工事」との区分の考え方は、現場で屋外広告物の製作、加工から設置までを一貫して請け負うのが『鋼構造物工事』における「屋外広告工事」であり、それ以外の工事が『とび・土工・コンクリート工事』における「屋外広告物設置工事」である。